# 18 de Mayo (ciudad)
18 de Mayo es una ciudad uruguaya, del departamento de Canelones. Es además sede del municipio homónimo.

## Historia
La ciudad fue declarada como tal a través de la ley 19.543 del 20 de octubre de 2019, y su creación surgió a partir de los fraccionamientos que se desarrollaron entre las ciudades de Las Piedras, al norte, y Progreso, al sur. Dicha ciudad fue creada con posterioridad a la formación del municipio homónimo creado en esta zona.
Se divide en los siguientes barrios: Villa Foresti, El Dorado, Vista Linda, San Francisco ,Villa Esperanza, Villa Alegría, San Isidro, Villa Regina, Villa Cristina, San Marcos, El Dorado Chico, El Santo, San Francisco Chico y San Francisco Nuevo.
Sus límites y población coinciden con los del municipio homónimo.